# Флёа (река)
Флёа, иногда Флёха (Флайски-Поток; нем. Flöha, чеш. Flájský potok, Flaja) — река в Центральной Европе, протекает по территории Чехии и Германии, правобережный приток реки Чопау. Длина — 67 км, площадь водосборного бассейна — 799,4 км². Средний расход воды 11 м³/с.
Высота истока — 845 м над уровнем моря. Река протекает через водохранилище Флае и у городов Чески-Йиржетин и Дойчгеоргенталь пересекает границу. В Германии (земля Саксония) она протекает через города Нойхаузен, Ольбернхау, Поккау, Фалькенау. В городе Флёа она впадает в реку Чопау.